# Grad Solkan
Grad Solkan  (italijansko Salchano, Solchano, Selchano) (lat.: Siliganum) se je nahajal v današnjem naselju Solkan. To je bilo že prazgodovinsko gradišče, rimska in poznoantična utrdba. Srednjeveški grad je bil porušen in opuščen po letu 1320.  Samo ime kraja izvira iz predslovanskega časa in se je tekom časa spreminjalo: Silikanum, Syliganum, Salcanum, Zelcanum... do današnjega Solkana.
O tem, kje je stal stari solkanski grad, ni nič znanega. Po mnenju nekaterih ga gre iskati na vrhu hriba, kjer je stala cerkev sv. Katarine, kjer pa sledov o kakšni srednjeveški utrdbi ni. Po vsej verjetnosti je stal tik nad Solkanom ob zajetju vodnega vira, tam, kjer je bil po letu 1617 pozidan (spodnji) grad, poznejši Palač. 

## Zgodovina
Grad Solkan se sočasno prvič omenja s krajem Gorica v dveh darovnicah cesarja Otona III. iz leta 1001. Takrat, pred tisoč leti, je cesar patriarhu Janezu in oglejski cerkvi podelil polovico kastela Solkan (castrum Siliganum) in vas po imenu Gorica »que Sclavorum lingua vocatur Goriza« (ki se v slovenskem jeziku imenuje Gorica), ter polovico vseh hiš in posestev v Solkanu. Solkan je bil v tem času utrdba (castellum), kraj s pomembno vojaško, upravno in sodno funkcijo. Po prvi četrtini 12. stoletja se na območju Gorice pojavijo Goriški grofje, ki se imenujejo po sosednji naselbini – vasi.  Vendar grad v Solkanu kasneje več ni igral pomembne vloge. Grad Solkan se namreč omenja s fevdalno posestjo samostanov v Možacu (1118) in Rožacu (1221) in drugih fevdalcev, največkrat ministerialov Goriških grofov. Pomembnejšo vlogo je imela solkanska fara, ki se posredno imenuje okoli leta 1181 (prezbiter Janez iz Solkana) in jo je od leta 1194 upravljal župnik Andrej. Gorica je takrat sodila kot vikariat pod solkansko pražupnijo, sredi 14. stoletja se solkanski župniki imenujejo tudi goriški in »plebe Salcan alias Goricie«. Gorica je bil službeni fevd odvetniške funkcije Oglejskega patriarhata, ki so ga imeli od začetka 12. stoletja dedno Goriški grofje. Očitno pa v fevd Goriškim niso hoteli podeliti tudi gradu in gospostva Solkan. Tako so Solkanski vitezi ostali ministeriali Oglejskih patriarhov, Vendar so očitno tako kot nekaj drugih sosednjih oglejskih vazalov prijateljevali z Goriškimi grofi in se v sporih in napapih Goriških na patriarhalno oblast in lastnino postavili in pridružili Goriškim. Tako je leta 1268 Ulrik Solkanski v napadih na patriarhove umoril patriarhovega namestnika škofa Alberta. Zaradi tega je Oglejski patriarh dal porušiti solkanski grad, ki pa so ga obnovili. Solkanski vitezi se v virih pojavljajo še 1295 (Valtun in njegov sin Ulrik de Salchano) in leta 1296 in 1314 (Fulkero) ter zadnjič leta 1320 Pelegrin kot »nobilis miles dominus Pelegrinus de Solchano«. Grad je verjetno dokončno propadel v 14. stoletju.